# Ligue de baseball junior élite du Québec
 (mai 2022).
Si vous disposez d'ouvrages ou d'articles de référence ou si vous connaissez des sites web de qualité traitant du thème abordé ici, merci de compléter l'article en donnant les références utiles à sa vérifiabilité et en les liant à la section « Notes et références ».
La Ligue de baseball junior élite du Québec (LBJEQ) (anciennement connu sous le nom Ligue de baseball Montréal junior et plus anciennement Ligue Montréal Royale junior) est le plus haut niveau de baseball amateur dans la province de Québec. Elle est entièrement composée de jeunes joueurs d'élite - les meilleurs joueurs de baseball de moins de 22 ans du Québec.

## Histoire
La ligue a lancé sa première saison en 1947 sous le nom de Ligue Montréal Royale. Elle avait été fondée à la fin de 1946 par Gérard Thibault. En 1995, la ligue, alors connu comme la Ligue de baseball Montréal junior élite a accueilli certaines équipes de la Ligue junior majeure du Québec qui venait de cesser ses activités. En 1998, la ligue a changé son nom pour Ligue de baseball élite du Québec, puis en 2011, elle a modifié son nom à nouveau, cette fois-ci pour inclure le mot "junior".

## Équipes
| Nom de l'équipe                       | Ville                            | Terrain                          |
| ------------------------------------- | -------------------------------- | -------------------------------- |
| Alouettes de Charlesbourg             | Charlesbourg (Québec)            | Parc Henri Casault               |
| Tyrans de Gatineau                    | Gatineau                         | Parc Sanscartier, Stade d'Ottawa |
| Guerriers de Granby                   | Granby                           | Stade Napoléon-Fontaine          |
| Cardinals de LaSalle                  | LaSalle (Montréal)               | Stade Éloi-Viau                  |
| Pirates de Laval                      | Laval                            | Parc Montmorency                 |
| Ducs de Longueuil                     | Longueuil                        | Parc Paul-Pratt                  |
| Orioles de Montréal                   | Ahuntsic-Cartierville (Montréal) | Parc Ahuntsic                    |
| Diamants de Québec                    | Québec                           | Stade Canac                      |
| Royal de Repentigny                   | Repentigny                       | Parc Champigny                   |
| Voyageurs du Saguenay                 | Saguenay                         | Stade Richard-Desmeules          |
| Bisons Desjardins de St-Eustache      | Saint-Eustache                   | Parc Clair-Matin                 |
| Aigles Junior Élite de Trois-Rivières | Trois-Rivières                   | Stade Quillorama                 |
| Rocket South Shore de Coaticook       | Coaticook                        | Stade Julien-Morin               |

### Anciennes équipes
- Hull-Volant de Gatineau (2012-2018)

## Historiques des Championnats
| Année | Champion (ligue)                 | Champion (série) |
| ----- | -------------------------------- | ---------------- |
| 1969  | DUCS DE LONGUEUIL                | -                |
| 1970  | LOISIRS ST-ALPHONSE D'AHUNTSIC   | -                |
| 1971  | ALOUETTES D'IMMACULÉE CONCEPTION | -                |
| 1972  | EXPOS DE VILLE-MARIE             | -                |
| 1973  | EXPOS DE VILLE-MARIE             | -                |
| 1974  | EXPOS DE VILLE-MARIE             | -                |
| 1975  | 300 DE REPENTIGNY                | -                |
| 1976  | ALOUETTES D'IMMACULÉE CONCEPTION | -                |
| 1977  | 300 DE REPENTIGNY                | -                |
| 1978  | ORIOLES DE ROSEMONT              | -                |
| 1979  | COUGARS DE ST-LÉONARD            | -                |
| 1980  | DUCS DE LONGUEUIL                | -                |
| 1981  | MONARQUES DE MONTRÉAL-NORD       | -                |
| 1982  | ORIOLES DE AHUNTSIC              | -                |
| 1983  | MONARQUES DE MONTRÉAL-NORD       | -                |
| 1984  | ORIOLES DE AHUNTSIC              | -                |
| 1985  | CAVALIERS DE LASALLE             | -                |
| 1986  | ASSOCIÉS DE LAVAL                | -                |
| 1987  | ASSOCIÉS DE LAVAL                | -                |
| 1988  | DUCS DE LONGUEUIL                | -                |
| 1989  | ASSOCIÉS DE LAVAL                | Laval            |
| 1990  | ASSOCIÉS DE LAVAL                | St-Eustache      |
| 1991  | CARDINALS DE LASALLE             | Lasalle          |
| 1992  | ASSOCIÉS DE LAVAL                | Laval            |
| 1993  | ORIOLES D’AHUNTSIC               | Lasalle          |
| 1994  | CARDINALS DE LASALLE             | Lasalle          |
| 1995  | CARDINALS DE LASALLE             | Charlesbourg     |
| 1996  | BISONS DE ST-EUSTACHE            | Charlesbourg     |
| 1997  | ALOUETTES DE CHARLESBOURG        | Charlesbourg     |
| 1998  | ALOUETTES DE CHARLESBOURG        | Charlesbourg     |
| 1999  | BOMBARDIERS DE SHERBROOKE        | Charlesbourg     |
| 2000  | ALOUETTES DE CHARLESBOURG        | Charlesbourg     |
| 2001  | ÉLITES DE MONTRÉAL               | Montréal         |
| 2002  | CARDINALS DE LASALLE             | Longueuil        |
| 2003  | DUCS DE LONGUEUIL                | St-Eustache      |
| 2004  | DIAMANTS DE QUÉBEC               | Longueuil        |
| 2005  | DUCS DE LONGUEUIL                | Trois-Rivières   |
| 2006  | DUCS DE LONGUEUIL                | Longueuil        |
| 2007  | AIGLES DE TROIS-RIVIÈRES         | Longueuil        |
| 2008  | CARDINALS DE LASALLE             | Montréal         |
| 2009  | CARDINALS DE LASALLE             | LaSalle          |
| 2010  | DIAMANTS DE QUÉBEC               | Montréal         |
| 2011  | DIAMANTS DE QUÉBEC               | Québec           |
| 2012  | ROYAL DE REPENTIGNY              | Repentigny       |
| 2013  | Alouettes de Charlesbourg        | Charlesbourg     |
| 2014  | Diamants de Québec               | Québec           |
| 2015  | Aigles de Trois-Rivières         | Québec           |
| 2016  | Orioles de Montréal              | Repentigny       |
| 2017  | Diamants de Québec               | Repentigny       |
| 2018  | Orioles de Montréal              | Montréal         |
| 2019  | Diamants de Québec               | Québec           |
| 2020  | Diamants de Québec               | St-Eustache      |
| 2023  | Ducs de Longueuil                | Longueuil        |
| 2024  | Bisons de St-Eustache            | Longueuil        |